# NGC 7610
NGC 7610 (NGC 7616) é uma galáxia espiral barrada (SBc) localizada na direcção da constelação de Pegasus. Possui uma declinação de +10° 11' 04" e uma ascensão recta de 23 horas, 19 minutos e 41,6 segundos.
A galáxia NGC 7610 foi descoberta em 1873 por Edouard Stephan.